# Parco nazionale dell'Iguaçu
Il Parco nazionale dell'Iguaçu (iɡwaˈsu) è un parco nazionale sito nello Stato di Paraná in Brasile. Insiste su un'area totale di 185.262,5 ettari con una lunghezza di circa 420 km e una larghezza di 300, di cui circa 225 ettari sono confini naturali tra il Brasile e l'Argentina. Il parco venne creato con decreto federale nr. 1035 del 10 gennaio 1939, e divenne un patrimonio dell'umanità nel 1986. Viene gestito dall'Istituto per la bioconservazione Chico Mendes (ICMBio).
Condivide con il Parco nazionale dell'Iguazú, in Argentina, una delle più grandi e maestose cascate del mondo, che si estendono per una larghezza di circa 2.700 metri. Ospita molte specie rare e minacciate di flora e fauna, tra cui la lontra gigante e il formichiere gigante. Le nuvole di spruzzi prodotti dalla cascata sono favorevoli alla crescita di una vegetazione lussureggiante.

## Storia
Il parco nazionale dell'Iguaçu deve il suo nome al fatto che è parzialmente attraversato dal fiume Iguazú (in lingua portoghese: Rio Iguaçu). Su una superficie di circa 50 km², lungo il fiume, insistono le cascate dell'Iguazú.
Si tratta del parco più importante del bacino del Prata e, dal momento che è un rifugio per una significativa risorsa genetica delle specie animali e vegetali, è stato il primo parco in Brasile a ricevere un piano di gestione. Come previsto da André Rebouças, obiettivo fondamentale del parco è la conservazione degli ecosistemi naturali ecologico e paesaggistico, consentendo in tal modo la ricerca scientifica e lo sviluppo di attività di educazione e interpretazione ambientale, attività ricreative in un ambiente naturale e turismo ecologico.
Il Parco Nazionale di Iguaçu è spettacolare quanto pionieristico. La prima proposta brasiliana per la costituzione di un parco nazionale ai fini di fornire un ambiente incontaminato a "generazioni future", così come "era stato creato da Dio" e dotato di "tutti i possibili criteri di conservazione, "dal bello al sublime, dal pittoresco all'impressionante" e "di una flora senza pari" che si trova nelle "magnifiche cascate dell'Iguaçu". Queste erano le parole usate da André Rebouças, un ingegnere, nel suo libro Provinces of Paraná, Railways to Mato Grosso and Bolivia, che diede inizio alla campagna volta a preservare le cascate di Iguaçu nel lontano 1876, quando il parco nazionale di Yellowstone, il primo parco nazionale del pianeta, aveva quattro anni.
IL 17 novembre 1986 l'UNESCO, durante la conferenza tenuta a Parigi, dichiarò il parco nazionale di Iguaçu come patrimonio dell'umanità, una delle più grandi foreste tutelate del Sud America.

## Ubicazione
In Brasile il parco confina con le seguenti municipalità: Foz do Iguaçu, Medianeira, Matelândia, Céu Azul, São Miguel do Iguaçu, Santa Terezinha de Itaipu, Santa Tereza do Oeste, Capitão Leônidas Marques, Capanema e Serranópolis.
Il parco si trova nella regione occidentale dello Stato del Paraná, nel bacino del fiume Iguaçu, 17 km dal centro di Foz do Iguaçu. Confina con l'Argentina, dove, si trova il Parco nazionale dell'Iguazú, che è stato implementato nel 1934. Il confine tra i due paesi e i loro parchi nazionali è costituito dal fiume Iguaçu, la cui sorgente si trova vicino alla (catena montuosa) Serra do Mar, vicino a Curitiba e corre per 18 km nello Stato del Paraná. L'estuario del fiume si trova a 18 km a valle dalle cascate, dove si getta nel fiume Paraná. Questo incontro dei due fiumi forma il triplo confine tra Brasile, Argentina e Paraguay.

## Turismo
L'area del parco aperta alle visite è quella della concessione di Cataratas do Iguaçu S/Ae rappresenta circa lo 0,3% della superficie totale del parco.
La visita più spettacolare del parco sono le cascate dell'Iguaçu, che formano un ampio semicerchio lungo 2.700 m, mentre l'acqua cade da un'altezza di 72 m. Il numero di cascate varia da 150 e 300 a seconda del flusso del fiume Iguaçu. Oltre alle cascate, ci sono altre attrazioni come una ricca fauna, il Poço Preto (il Pozzo Nero), la cascata Macuco, il Centro visitatori, la statua di Santos Dumont, un omaggio fatto dalla VASP (una compagnia aerea) al "Padre dell'aviazione ", che ha investito tutto il suo prestigio e i suoi sforzi nel trasformare l'area in un parco nazionale.